# Збройні сили Угорщини
Збройні сили Угорщини (ЗС Угорщини, угор. Magyar Honvédség, дос. «Угорська Вітчизняна Гвардія» угорська вимова: [ˈmɒɟɒr ˈhonveːt͡ʃːeːg]) — сукупність військ Угорщини.

## Чисельність
До складу ЗС Угорщини входить 19 тисяч солдатів та 12 тисяч резерву. В 1989 році армія налічувала понад 130 тисяч осіб.

## Історія

### Участь в Другій світовій

#### Сухопутні війська
На озброєнні Сухопутних військ Угорщини в період Другої світової перебували такі машини: легкі танки 38.M «Toldi» I, 38.M «Toldi» II, 43.M «Toldi» III, середні танки 40M Turán I, 41M Turán II, важкі танки 44M «Тош» (44M Tas), САУ 40M «Zrínyi» II, 60 ЗСУ 40M «Nimród», легкі бронеавтомобілі 39M Csaba (40M Csaba).

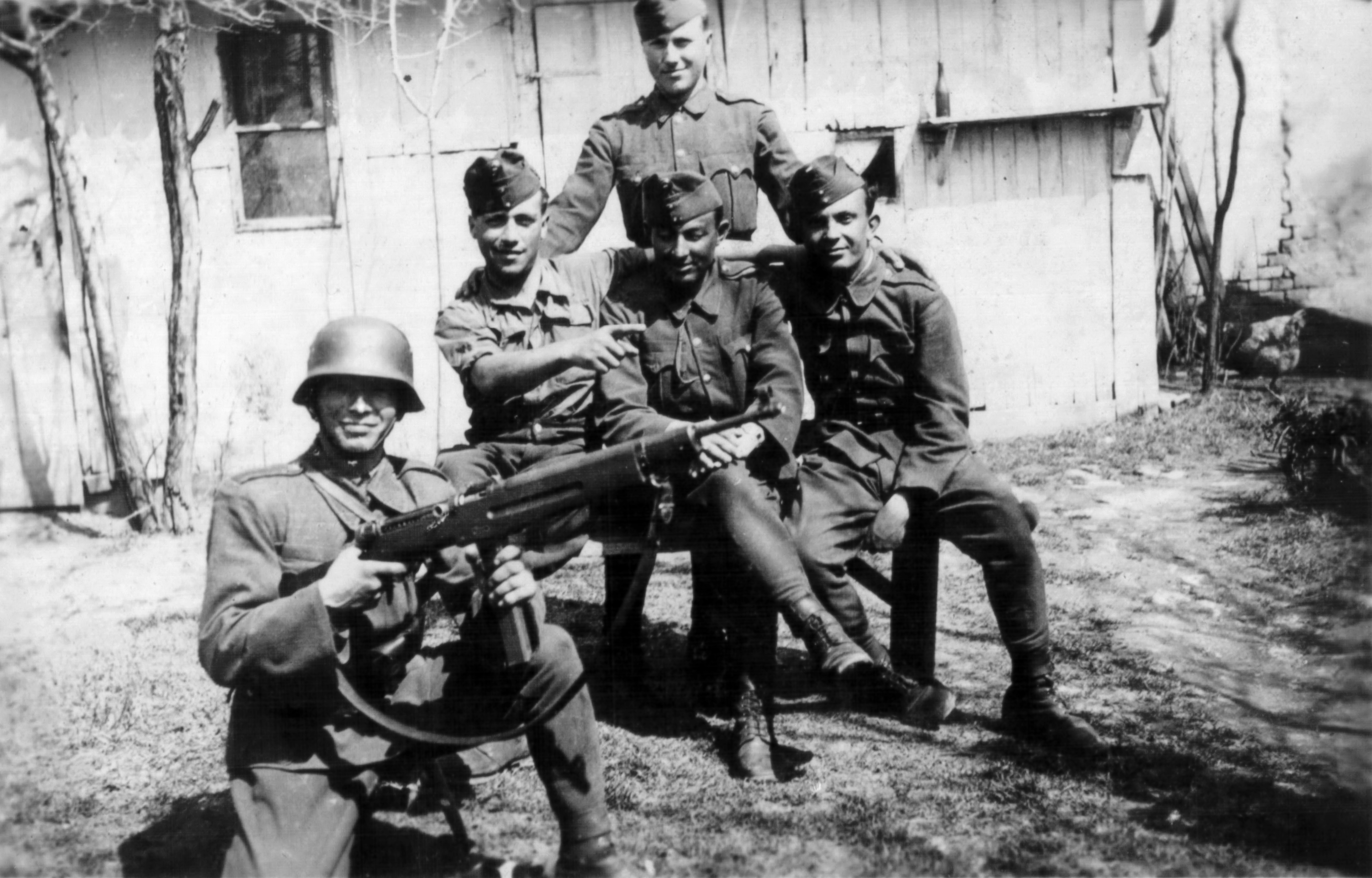
Солдати 1-ї угорської армії, озброєні пістолетом-кулеметом Кірай. Карпати, 1944.

### Членство в НАТО

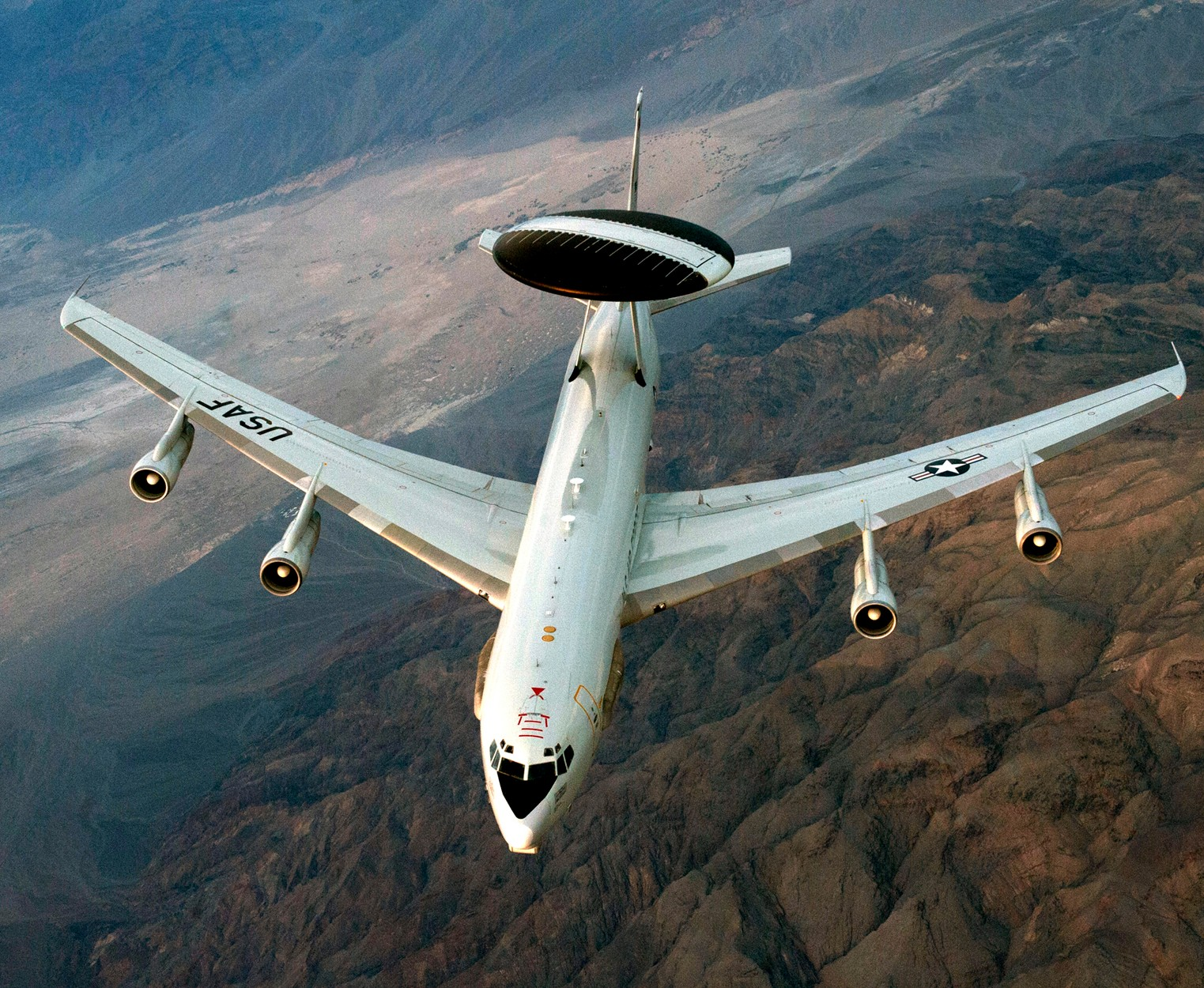
Боїнг E-3 «Сентрі», який патрулює повітряний простір.

Щоб виконати вимоги та стандарти НАТО, Угорщина була змушена збільшити свій оборонний бюджет на 15%. У 2003 році був скасований призов, і вже до кінця наступного року військові частини на 100% комплектувалися військовослужбовцями за контрактом. Починаючи з 2004 року, завдяки прийнятим в країні процедурам оборонного планування, починаючи з 2004 року, парламент Угорщини отримав змогу щорічно коригувати хід будівництва Збройних сил.
ЗС Угорщини взяли участь у створенні італійсько-словенсько-угорської та «Вишеградської» батальйонних тактичних груп. Угорщина — учасник міжнародних операцій ЄС у Боснії й Герцеговині та Косово. Також країна долучається до роботи Європейської оборонної агенції. Влада Угорщини висунула плани про створення на території країни радіолокаційних станцій великого радіуса дії AN/FPS-117, що мало б забезпечити об'єднання системи контролю повітряного простору Угорщини до Об'єднаної системи ППО НАТО.
На угорському військовому аеродромі в місті Папа була створена головна база військово-транспортної авіації НАТО в Центрально-Східній Європі, що реалізовано в рамках проєкту стратегічних авіаційних перевезень — NSAC (NATO Strategic Airlift Capability). Аеродром Будапешту став пунктом базування літаків дальнього радіолокаційного виявлення системи AWACS НАТО. На сьогодні літаки Е-3А регулярно патрулюють повітряний простір Угорщини, інших районів Центрально-Східної Європи, Чорного моря та Туреччини.
У 2013 році Литва, Латвія й Естонія домовилися з Угорщиною про військову співпрацю. Чотири винищувачі Військово-повітряних сил Угорщини типу «Ґріпен» у співпраці з іншими літаками НАТО з 2015 року патрулюватимуть повітряні кордони цих країн. Угорські літаки по черзі чотири рази на місяць базуватимуться на одному з військових аеродромів Литви до 2018 року.

### Миротворча діяльність
34-й батальйон спеціального призначення «Bercsenyi Laszlo» до 2006 року як рота легкої піхоти діяв у Афганістані, дислокуючись у Кабулі. Також він займався підготовкою іракських сил безпеки. Його військовослужбовці спільно з іншими підрозділами склали чергову ротацію угорського контингенту в Афганістані у 2008 році.
Розвідувальний батальйон з 1997 року брав участь в міжнародних місіях («IFOR», «SFOR», «KFOR» та «MFOR»). У 2003 році він розгорнув одну з розвідрот в Іраку, щоб забезпечити безпеку угорського контингенту.
У 2004-му — інша рота як підрозділ легкої піхоти була направлена до Афганістану. У 2006-му — «Bornemissza Gergely» був розгорнутий у Сараєво. У грудні 2013 року полковник Тамас Сандор очолив на найближчі 6 місяців тактичну групу спеціальних операцій (The Special Operations Task Force), що діє в північних провінціях Афганістану. До зони відповідальності групи належить територія близько 18 тисяч км². Чисельність зазначеної «The Special Operations Task Force» включає близько 250 військовослужбовців спеціального призначення з Естонії, Угорщини, Словенії, Румунії та Сполучених Штатів.

### Програма оновлення
Починаючи з 2018 року країна значно збільшує витрати на оборону — у планах на 2021 рік згадується 30 % збільшення до 778 млрд форинтів (приблизно 2,2 млрд євро), передбачається виділення значних коштів на переозброєння армії сучасною технікою. Також передбачається повна заміна стрілецької зброї зразками національного виробництва за чеською ліцензією.
27 листопада 2020 року, Угорщина підписала угоду щодо придбання зенітних ракетних систем NASAMS вартістю близько $1 млрд. А за десять днів до цього було підписано контракт на придбання 2 багатоцільових транспортних літаків Embraer C-390 Millennium у конфігурації повітряного заправника KC-390. Раніше було придбано 2 транспортних літаки A319.
У вересні 2020 року також було підписано контракт з німецьким концерном Rheinmetall, на понад 2 млрд євро, щодо придбання 218 бойових машин піхоти Lynx KF41 та дев'яти броньованих ремонтно-евакуаційних машин (БРЕМ) Buffalo, що передбачає локалізацію виробництва БМП. Замовлені БМП матимуть комплекси активного захисту Rheinmetall Strike Shield.
У 2018 році у Німеччини було придбано 44 танки Leopard 2A7 та 24 самохідні гаубиці PzH 2000. Окрім самого озброєння угода охоплює широкий пакет додаткового обладнання. Крім того, було орендовано 12 танків Leopard A4HU для підготовки танкістів до надходження 2A7.
Також триває програма модернізації авіації Збройних сил Угорщини, в рамках якої у компанії Airbus Helicopters було замовлено 16 багатоцільових гелікоптерів H225M Caracal та 20 легких багатоцільових вертольотів H145M. Обидва типи гелікоптерів оснащені системою HForce.
11 грудня 2020 року було підписано контракт з Rheinmetall Canada на придбання радіолокаційних станцій, розроблених на базі технології РЛС EL/M-2084 ізраїльської компанії IAI ELTA. Планується, що РЛС з активною антеною решіткою з електронним скануванням компанії IAI ELTA замінять застарілі радянські системи, починаючи з 2022 року.
22 грудня 2020 року було укладено контракт на придбання 40 турецьких броньованих машин «Ejder Yalçın» в поліпшеній модифікації Gidran. Машини будуть поставлені з колісною формулою 4×4 виробництва турецької компанії Nurol Makina. Це частина програми, спрямованої на закупівлю понад триста броньованих автомобілів. Також було оголошено про отримання першої партії з 10 машин.

## Керівництво
- генерал-лейтенант Ромулуш Русін-Сенді — начальник Генерального штабу Збройних Сил Угорщини - Командувач Силами оборони Угорщини (2021-04.2023)[23][24].

## Склад Збройних сил

### Сухопутні війська
СВ Угорщини мають на озброєнні 30 танків Т-72, 380 БТР-80, 24 бойові розвідувальні машини, 18 152-мм гармат Д-20, 50 82-мм мінометів, 30 ПТРК «Фагот» та 100 ПТРК «Конкурс».
Підрозділи Збройних сил Угорщини в Афганістані наприкінці 2010 — початку 2011 років отримали від США 19 броньованих машин «MaxxPro», які забезпечують підвищений рівень захисту від мін. Обслуговування та ремонт ББМ в Афганістані забезпечуватимуть безоплатно підрозділи ЗС США, а оплату пального — Угорщина. Кілька бронемашин MRAP обладнані встановленими на башті 7,62-мм кулеметами. Деякі ББМ планувалося озброїти 12,7-мм кулеметами «Браунінг» М2. У липні 2009 року МО Угорщини з компанією «Форс протекшн» домовилося про постачання трьох броньованих машин «Кугуар» класу MRAP вартістю 1,3 млн доларів для підрозділів саперів.

### Військово-повітряні сили

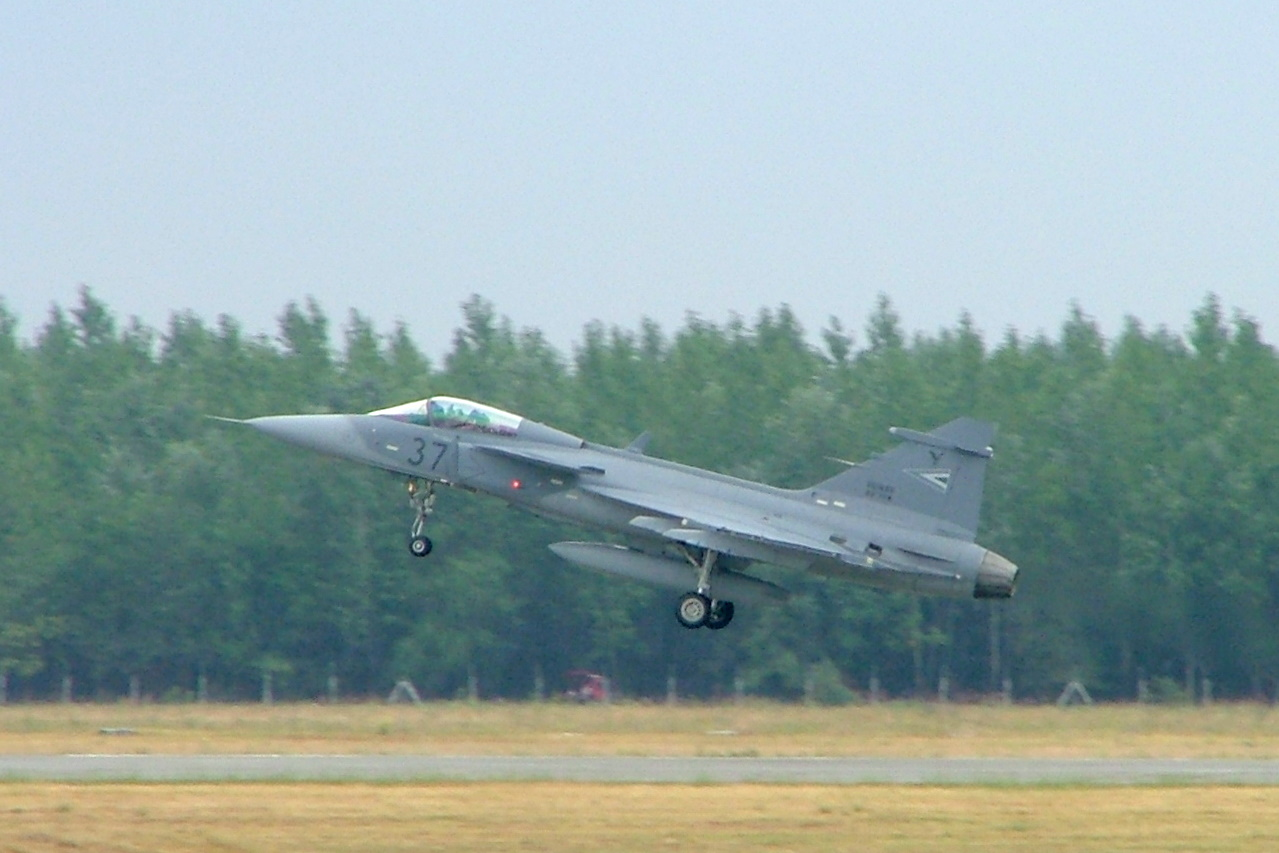
JAS-39 «Gripen»

Тактична авіація з грудня 2007 року озброєна 14 сучасними шведськими винищувачами JAS-39 «Gripen», якими замінили радянські МіГ-29. У ВПС Угорщини були плани збільшити кількість JAS-39 приблизно до 70 одиниць, але вони поки що не реалізовані.